# Свищ американський
Свищ американський (Anas americana) — середнього розміру качка, на вигляд подібна до свища євразійського (Anas penelope), поширена на американському континенті.

## Опис
Невелика, з короткою шиєю та коротким дзьобом качка з округлою головою та загостреним хвостом. Довжина дзьоба становить менше половини голови. Самець  звичайно має біло-кремове чоло і верх голови з переливчасто-зеленими дугами від ока до потилиці і сірувато- коричневими поцяткованими щоками. Дзьоб блідо-синювато-сірий, чорний на кінці та при основі. Груди і боки з делікатним коричнювато-кремовим візерунком, на животі і коло стегон оперення біле, хвіст і кінці крил темні. Під час линяння (липень-вересень) самець подібний кольором на самицю, з тим що боки більш яскраві рудувато-коричневі та криючі пера крил білі (цілий рік). У самиць такий самий дзьоб, голова з темно-сірим візерунком, що виділяється на фоні загальної рудувато-сірої барви тулуба. Охвістя темне. Часом їх важко відрізнити від свища євразійського, який також присутній у Північній Америці.

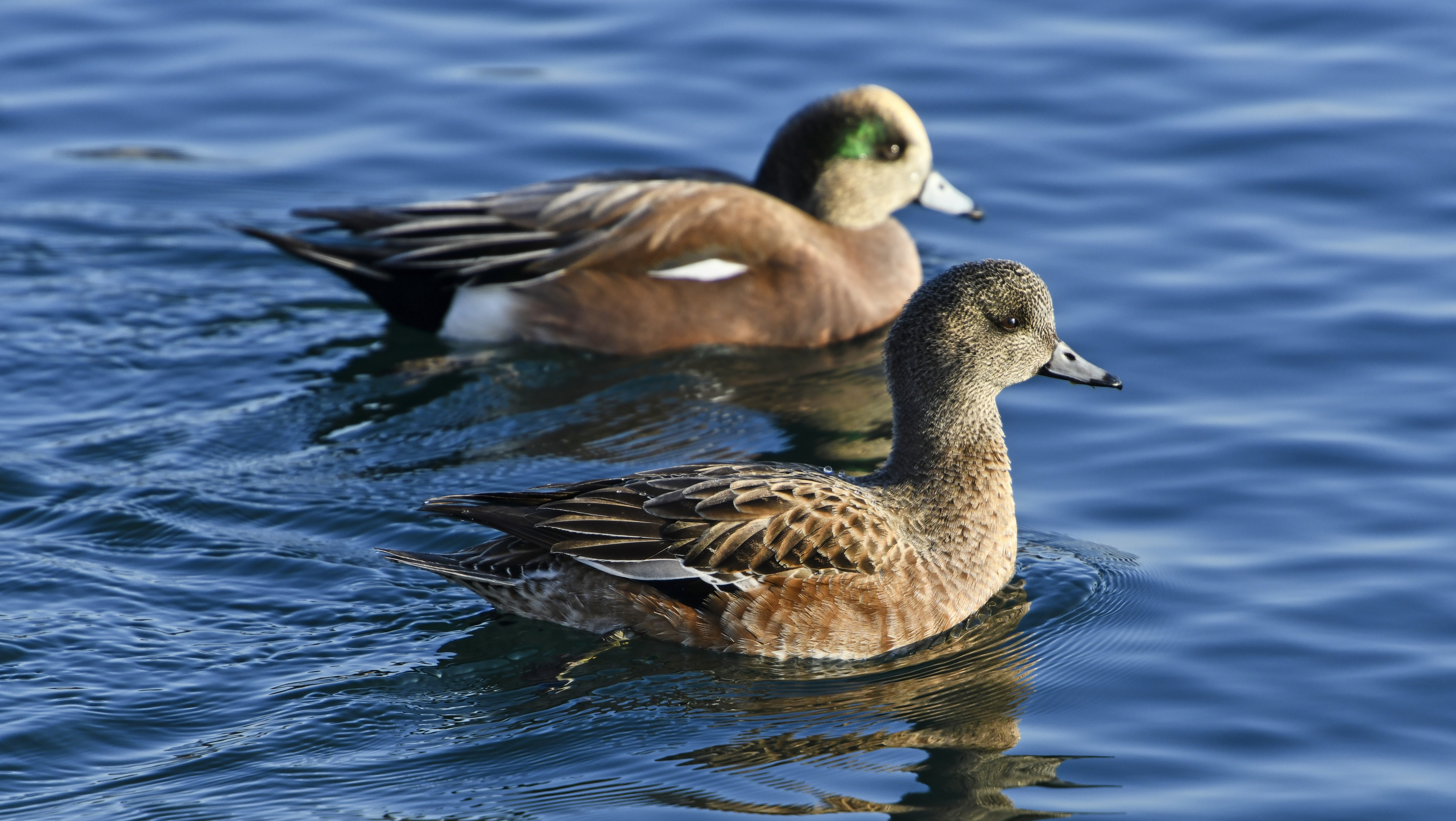
Самиця і самець на воді

## Живлення та екологія
Харчується головним чином водною рослинністю озер, ставків та боліт — як прісних, так і солоних. Часто появляються у змішаних зграях разом з попелюхом американським, попелюхом довгодзьобим та іншими нирковими качками, але також можуть навідуватись на поля попастись. На мілководді вони поїдають водні рослини з поверхні води, а також, перевернувшись головою вниз, дістають їх з дна. Поза сезоном розмноження вони поводяться доволі шумно, порівняно з іншими качками.

## Поширення
Поширений на Алясці, в Канаді та в північних штатах США. На зимівлю мігрує до південних районів Північної Америки, північних районів Америки Південної, на Кариби та Гаваї.